# Devil's Got a New Disguise: The Very Best of Aerosmith
| Críticas profissionais | Críticas profissionais |
| Avaliações da crítica  | Avaliações da crítica  |
| Fonte                  | Avaliação              |
| ---------------------- | ---------------------- |
| allmusic               | [ 1 ]                  |
| NeuFutur               | [ 2 ]                  |
| Entertainment Weekly   | C                      |

Devil's Got a New Disguise: The Very Best of Aerosmith é um álbum de compilação lançado pela banda estado-unidense de hard rock Aerosmith em 17 outubro de 2006. Reúne os maiores sucessos da banda e mais duas novas canções. Vendeu mais de 266 mil cópias nos Estados Unidos apenas (até Maio de 2008).
O álbum estendia o contrato da banda com a Sony Music/Columbia Records até o lançamento do próximo álbum de estúdio com músicas inéditas (o primeiro desde Just Push Play, de 2001). Contudo, diversos contratempos impediram a banda de lançar novos materiais. Music from Another Dimension!, o tão aguardado álbum, saiu apenas em novembro de 2012.
O Aerosmith pretendia passar mais tempo em estúdio no ano de 2006, gravando material novo, mas a banda sofreu com diversos imprevistos que impossibilitaram este fato. Dentre eles, a cirurgia para reparar um vaso sanguíneo na garganta do vocalista Steven Tyler e a recuperação da cirurgia para a retirada de um câncer na garganta do baixista Tom Hamilton. Sem muito material para um álbum de qualidade, a banda resolveu lançar uma coletânea com seus maiores e melhores hits.
O CD contém 18 faixas que abrangem todas as fases da banda, incluindo duas novas faixas, a que dá título ao álbum ("Devil's Got a New Disguise") e "Sedona Sunrise". "Devil's Got a New Disguise" foi recolhida das gravações do Pump, quando foi deixada de fora do álbum por não ter sido completa. "Susie Q", como era chamada, foi re-trabalhada nas gravações do Get a Grip junto de Diane Warren, mas novamente foi deixada de fora. "Sedona Sunrise" também foi retirada das gravações do Pump, das músicas que foram co-escritas por Jim Vallance.
A versão européia da coletânea foi lançada em 30 de outubro de 2006. Na América do Norte, o álbum estreou na posição de número 33 na Billboard 200, com mais de 23 mil cópias vendidas.

## Faixas
| Edição padrão  |                                                    |                                          |         |  |
| N.º            | Título                                             | Compositor(es)                           | Duração |  |
| 1.             | "Dream On" (de Aerosmith)                          | Steven Tyler                             | 4:26    |  |
| 2.             | "Mama Kin" (de Aerosmith)                          | Tyler                                    | 4:26    |  |
| 3.             | "Sweet Emotion" (de Toys in the Attic)             | Tom Hamilton, Tyler                      | 4:35    |  |
| 4.             | "Back in the Saddle" (de Rocks)                    | Joe Perry, Tyler                         | 4:40    |  |
| 5.             | "Last Child" (de Rocks)                            | Brad Whitford, Tyler                     | 3:26    |  |
| 6.             | "Walk This Way" (com Run-D.M.C., de Raising Hell)  | Tyler, Perry                             | 3:40    |  |
| 7.             | "Dude (Looks Like a Lady)" (de Permanent Vacation) | Tyler, Perry, Desmond Child              | 4:22    |  |
| 8.             | "Rag Doll" (de Permanent Vacation)                 | Tyler, Perry, Holly Knight, Jim Vallance | 4:25    |  |
| 9.             | "Love in an Elevator" (de Pump)                    | Tyler, Perry                             | 5:22    |  |
| 10.            | "Janie's Got a Gun" (de Pump)                      | Tyler, Hamilton                          | 5:30    |  |
| 11.            | "What It Takes" (de Pump)                          | Tyler, Perry, Child                      | 4:08    |  |
| 12.            | "Crazy" (de Get a Grip)                            | Tyler, Perry, Child                      | 4:04    |  |
| 13.            | "Livin' on the Edge" (de Get a Grip)               | Tyler, Perry, Mark Hudson                | 4:21    |  |
| 14.            | "Cryin'" (de Get a Grip)                           | Tyler, Perry, Taylor Rhodes              | 5:09    |  |
| 15.            | "I Don't Want to Miss a Thing" (de Armageddon)     | Diane Warren                             | 4:28    |  |
| 16.            | "Jaded" (de Just Push Play)                        | Tyler, Marti Frederiksen                 | 3:35    |  |
| 17.            | "Sedona Sunrise" (inédita)                         | Tyler, Perry, Vallance                   | 4:18    |  |
| 18.            | "Devil's Got a New Disguise" (inédita)             | Tyler, Perry, Warren                     | 4:27    |  |
| Duração total: | Duração total:                                     | Duração total:                           | 79:22   |  |

### Versão para Europa
| Edição padrão |                                                          |                            |         |  |
| N.º           | Título                                                   | Compositor(es)             | Duração |  |
| 1.            | "Dude (Looks Like a Lady)"                               | Tyler, Perry, Child        | 4:22    |  |
| 2.            | "Love in an Elevator"                                    | Tyler, Perry               | 5:22    |  |
| 3.            | "Livin' on the Edge"                                     | Tyler, Perry, Hudson       | 4:21    |  |
| 4.            | "Walk This Way" (com Run-D.M.C.)                         | Tyler, Perry               | 3:40    |  |
| 5.            | "Cryin'"                                                 | Tyler, Perry, Rhodes       | 5:09    |  |
| 6.            | "Jaded"                                                  | Tyler, Frederiksen         | 3:35    |  |
| 7.            | "Crazy"                                                  | Tyler, Perry, Child        | 4:04    |  |
| 8.            | "Angel" (de Permanent Vacation)                          | Tyler, Child               | 5:06    |  |
| 9.            | "Janie's Got a Gun"                                      | Tyler, Hamilton            | 5:30    |  |
| 10.           | "Amazing" (de Get a Grip)                                | Tyler, Richie Supa         | 5:57    |  |
| 11.           | "The Other Side" (de Pump)                               | Tyler, Vallance            | 4:06    |  |
| 12.           | "Dream On"                                               | Tyler                      | 4:26    |  |
| 13.           | "Sweet Emotion"                                          | Hamilton, Tyler            | 4:35    |  |
| 14.           | "Falling in Love (Is Hard on the Knees)" (de Nine Lives) | Tyler, Perry, Glen Ballard | 3:25    |  |
| 15.           | "Pink" (de Nine Lives)                                   | Tyler, Supa, Ballard       | 3:55    |  |
| 16.           | "I Don't Want to Miss a Thing"                           | Warren                     | 4:28    |  |
| 17.           | "Sedona Sunrise"                                         | Tyler, Perry, Vallance     | 4:18    |  |
| 18.           | "Devil's Got a New Disguise"                             | Tyler, Perry, Warren       | 4:27    |  |

### Versão para Japão
| Edição padrão |                                          |                        |         |  |
| N.º           | Título                                   | Compositor(es)         | Duração |  |
| 1.            | "Dude (Looks Like a Lady)"               | Tyler, Perry, Child    | 4:22    |  |
| 2.            | "Love in an Elevator"                    | Tyler, Perry           | 5:22    |  |
| 3.            | "Livin' on the Edge"                     | Tyler, Perry, Hudson   | 4:21    |  |
| 4.            | "Walk This Way" (com Run-D.M.C.)         | Tyler, Perry           | 3:40    |  |
| 5.            | "Cryin'"                                 | Tyler, Perry, Rhodes   | 5:09    |  |
| 6.            | "Jaded"                                  | Tyler, Frederiksen     | 3:35    |  |
| 7.            | "Crazy"                                  | Tyler, Perry, Child    | 4:04    |  |
| 8.            | "Angel"                                  | Tyler, Child           | 5:06    |  |
| 9.            | "Amazing"                                | Tyler, Supa            | 5:57    |  |
| 10.           | "The Other Side"                         | Tyler, Vallance        | 4:06    |  |
| 11.           | "Dream On"                               | Tyler                  | 4:26    |  |
| 12.           | "Sweet Emotion"                          | Hamilton, Tyler        | 4:35    |  |
| 13.           | "Draw the Line" (de Draw the Line)       | Tyler, Perry           | 3:45    |  |
| 14.           | "Falling in Love (Is Hard on the Knees)" | Tyler, Perry, Ballard  | 3:25    |  |
| 15.           | "Pink"                                   | Tyler, Supa, Ballard   | 3:55    |  |
| 16.           | "I Don't Want to Miss a Thing"           | Warren                 | 4:28    |  |
| 17.           | "Sedona Sunrise"                         | Tyler, Perry, Vallance | 4:18    |  |
| 18.           | "Devil's Got a New Disguise"             | Tyler, Perry, Warren   | 4:27    |  |

## Desempenho nas paradas
| Parada (2006)   | Posição |
| --------------- | ------- |
| Nova Zelândia   | #2      |
| EUA Rock Albums | #11     |
| França          | #14     |
| Reino Unido     | #19     |
| Suíça           | #30     |
| Austrália       | #31     |
| Billboard 200   | #33     |
| Áustria         | #75     |
| Alemanha        | #80     |

### Certificações
| País          | Certificador | Certificação |
| ------------- | ------------ | ------------ |
| Irlanda       | IRMA         | Platina      |
| Nova Zelândia | RIANZ        | Platina      |